# Брукк-ан-дер-Мур
Брукк-ан-дер-Мур (нем. Bruck an der Mur, бав. Bruck an da Mur) — город в Австрии, в федеральной земле Штирия.
Административный центр округа Брукк-Мюрццушлаг. Площадь коммуны составляет 85,45 км², население — 15 650 человек (1 января 2021), плотность населения — 185 чел./км². Официальный код — 62139.
Действует с 1 сентября 1868 года железнодорожная станция Брукк-ан-дер-Мур.

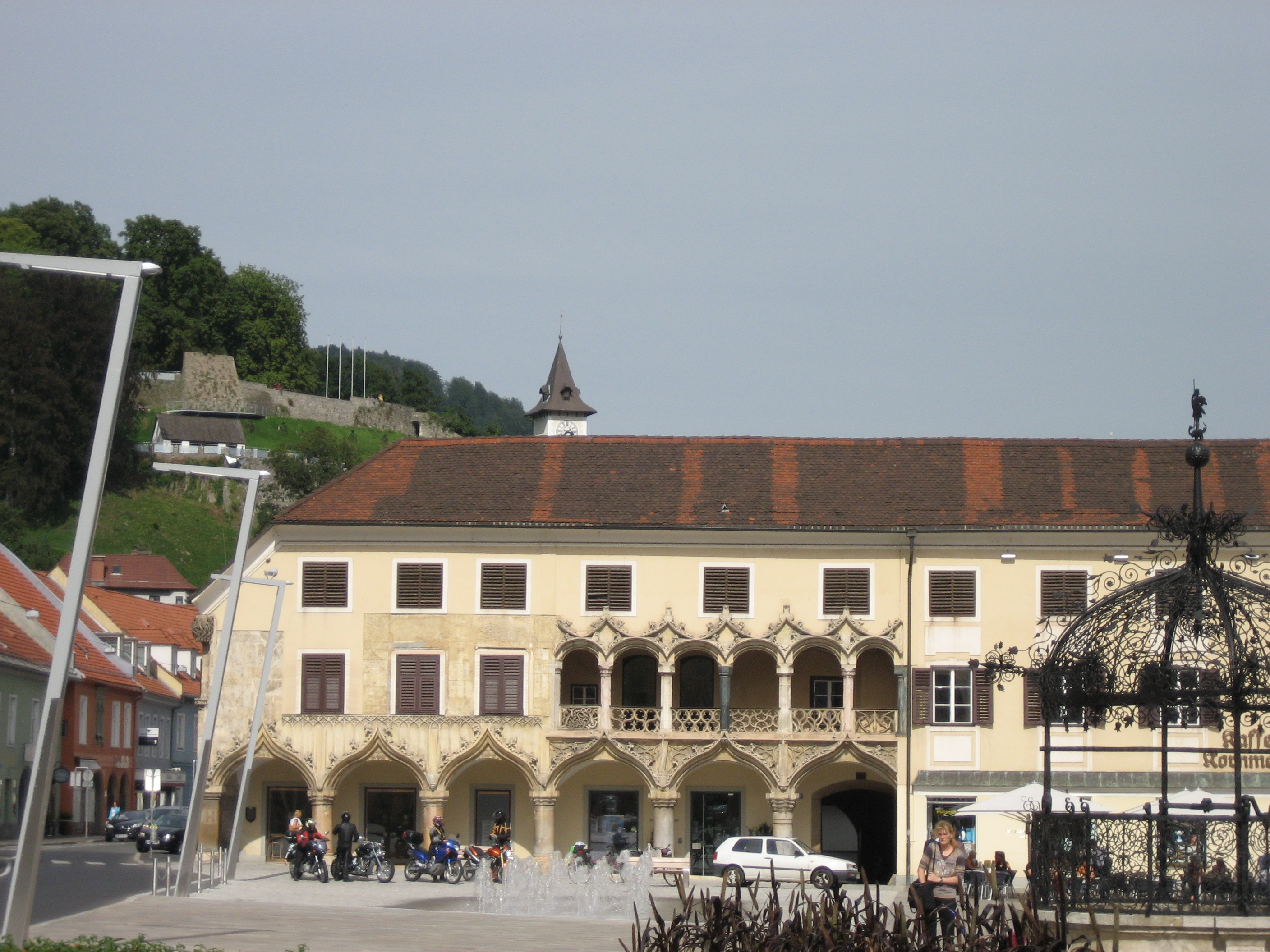
Замок

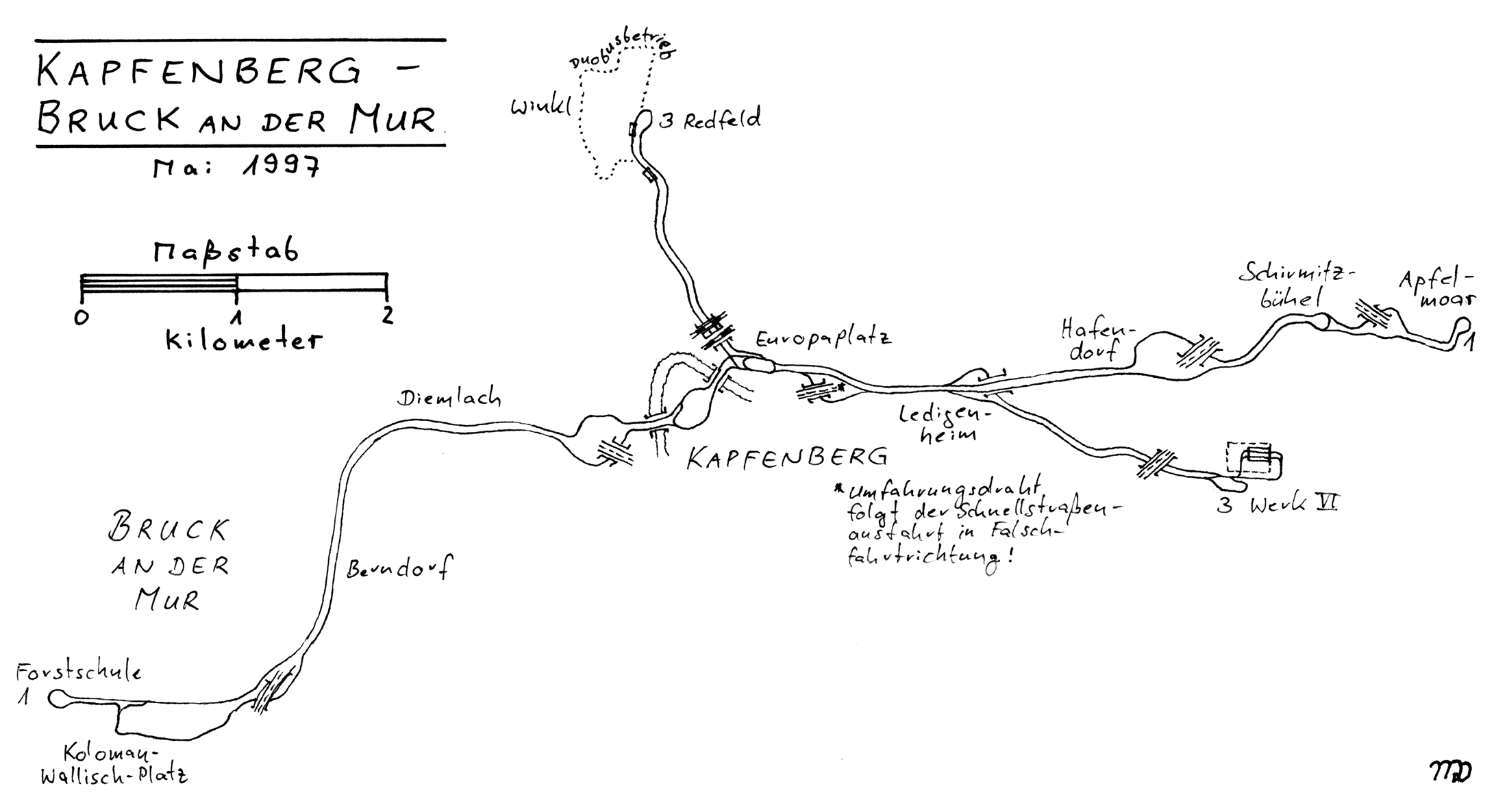
Брук-на-Муре

## География
Территория коммуны охватывает 16 населённых пунктов (нем. Ortschaft) (в скобках указано количество жителей на 1 января 2021 года):
- Берндорф (2524)
- Брук-ан-дер-Мур (8942)
- Хойберг (56)
- Кальтбах (106)
- Котцграбен (20)
- Мётшлах (48)
- Оберайх (513)
- Обердорф (201)
- Пихельдорф (175)
- Пищк (216)
- Пишкберг (107)
- Санкт-Дионис (207)
- Ибельштайн (228)
- Ургенталь (720)
- Учталь (1155)
- Винер Форштадт (432)

Коммуна разделена на 12 кадастров (нем. Katastralgemeinden):
- Берндорф
- Брук-ан-дер-Мур
- Форствальд
- Кальтбах
- Оберайч
- Обердорф-Ландскрон
- Пихельдорф
- Пищк
- Пишкберг
- Штрайтгарн
- Ибельштайн
- Винерфорштадт

### Соседние коммуны
| С-З | Трагёс-Занкт Катарайн | Капфенберг         | Капфенберг               | С-В |
| З   | Пролеб                | Роза ветров        | Санкт-Марайн-им-Мюрцталь | В   |
| Ю-З |                       | Пернегг-ан-дер-Мур |                          | Ю-В |

## Население
| Год  | Численность |
| ---- | ----------- |
| 1869 | 5891        |
| 1889 | 6547        |
| 1890 | 7863        |
| 1900 | 9895        |
| 1910 | 11392       |
| 1923 | 12638       |
| 1934 | 13536       |
| 1939 | 14689       |
| 1951 | 16107       |
| 1961 | 17567       |
| 1971 | 18319       |
| 1981 | 17408       |
| 1991 | 17033       |
| 2001 | 16381       |
| 2011 | 15649       |
| 2021 | 15650       |

## Политическая ситуация
Бургомистр коммуны — Петер Кох (СДПА) по результатам выборов 2017 года.
Совет представителей коммуны (нем. Gemeinderat) состоит из 31 места.
- СДПА занимает 17 мест.
- АНП занимает 7 мест.
- СПО занимает 3 места.
- КПА занимает 2 места.
- Зелёные занимают 1 место.
- NEOS занимает 1 место.

## Города-побратимы
- Вероли, Италия (2005)
- Льевен, Франция (1999)[3]
- Хаген, Германия (1974)[4]